# Google Chrome
Google Chrome (МФА [ɡuːɡl krəum], MWCD /ˈgü-gəl ˈkrōm/, chrome с англ. — «хром») — браузер, разрабатываемый компанией Google на основе свободного браузера Chromium и движка Blink (до апреля 2013 года использовался WebKit). Первая публичная бета-версия для Windows вышла 2 сентября 2008 года, а первая стабильная — 11 декабря 2008 года. По данным StatCounter, рыночная доля Chrome на июль 2024 года составляет ▲65,69 %.

## История
Главный исполнительный директор Google Эрик Шмидт на протяжении шести лет не поддерживал идею о создании отдельного браузера. Он указывал на то, что «Google являлась небольшой компанией», и что он не хотел участвовать в «болезненных войнах браузеров». После того как основатели компании Сергей Брин и Ларри Пейдж наняли нескольких разработчиков Mozilla Firefox и создали демоверсию Chrome, Шмидт сказал: «она была настолько хорошей, что заставила меня изменить своё мнение».
2 сентября 2008 года Google объявила о выпуске собственного браузера Google Chrome. Первоначально, бета-версия браузера была выпущена только под операционную систему Windows и было доступно только 43 языка локализации. За первые несколько часов после выпуска в Google было отправлено несколько сотен различных сообщений об ошибках[значимость факта?]. Позднее (9 декабря 2009 г.) появились бета-версии и версии для разработчиков под ОС Linux и macOS. На тот момент, сборки для этих двух ОС не обладали полной функциональностью аналогичных бета-версий для Windows (например, синхронизацией закладок), но с появлением ветви 5.0.* функциональность сборок для всех операционных систем стала равной.
Chrome быстро приобрёл около 1 % рынка. После первоначального всплеска доля пользователей упала до уровня в 0,73 % в октябре 2008 года. Затем вновь начала расти, пока в декабре 2008 года Chrome снова не преодолел порог в 1 %.
В 2011 году в Google Chrome 11 был представлен новый плоский логотип, заменивший прежний объёмный, приблизивший его к новому логотипу Chromium, но в цветном варианте. По словам дизайнера из Google Стива Рура, «мы обновили логотип Chrome, чтобы лучше показать эти чувства. Простой значок воплощает в себе дух Chrome — сделать сеть быстрее, легче и проще для всех».
С выходом Google Chrome 43 поддержка Android 4.0 Ice Cream Sandwich прекратилась, а с выходом Google Chrome 72 прекратилась поддержка Android 4.1-4.3 Jelly Bean, а с выходом Google Chrome 83 прекратилась поддержка Android 4.4 KitKat, а с выходом Google Chrome 96 прекратилась поддержка Android 5.0-5.1 Lollipop, а с выходом Google Chrome 107 прекратилась поддержка Android 6.0 Marshmallow, а с выходом Google Chrome 120 прекратилась поддержка Android 7.0-7.1 Nougat.

### Развитие
Команда разработчиков Chrome решила использовать в своём браузере движок WebKit, как им посоветовала команда Android. Как и большинство других браузеров, Chrome был протестирован внутри компании перед выпуском.
Первая версия Google Chrome полностью прошла Acid1- и Acid2-тесты, но не Acid3 (только 79/100 тестов). Начиная с версии 4.0, Chrome проходит все тесты.

### Доля рынка
В июле 2024 года браузер удерживал 65,69 % (по данным StatCounter), с учётом настольного и мобильного сегментов рынка (ближайший конкурент — Apple Safari с 17,98 %, на третьем месте Edge с 5,23 %).
В России — 50,52 % рынка браузеров (далее отечественный «Яндекс.Браузер» (22,84 %), Safari (10,37 %) , Opera (7,14 %), Edge (4,03 %) и на шестой строчке Firefox с 3,44 %).

## Конфиденциальность
Браузер не раз подвергался критике из-за слабой защиты конфиденциальности пользователей.
Google Chrome отправляет информацию о своих пользователях на серверы компании, некоторые опции по сбору статистики и пользовательских данных нельзя отключить.
Согласно обзору колумниста Washington Post — Джеффри А. Фаулера было обнаружено, что за обычную неделю интернет-серфинга Chrome позволяет сохранять тысячи файлов cookie. Фаулер отметил, что, несмотря на предлагаемые пользователям средства управления конфиденциальностью, Google из-за своей бизнес-модели имеет наибольшую финансовую заинтересованность в сборе данных пользователей и слежки за ними в целях показа релевантной рекламы.

## Особенности

### Привязка к одному поставщику
Проприетарный Google Chrome, собранный на основе свободного Chromium путём добавления «блобов», направлен на привязку клиентов к одному поставщику при помощи навязывания проприетарных GMS.
Chrome является одним из списке основных (core applications) приложений «Google Mobile Services».
Следующий список приложений, являющихся частью «Google Mobile Services»:
1. Google Search
2. Google Chrome
3. YouTube
4. Google Play
5. Google Drive
6. Gmail
7. Google Meet
8. Google Maps
9. Google Photos
10. Google TV
11. YouTube Music

Google Chrome направлен на повышение безопасности, скорости и стабильности. А 9 июня 2009 года разработчики Google Chrome в своём интервью для неофициального сообщества пользователей обозначили стратегию дальнейшего развития своего продукта, которая заключается в том, что браузер будет иметь максимально высокую скорость работы и минимально допустимую функциональность, а все дополнительные функции планируется внедрять при помощи расширений.

### Безопасность
Chrome периодически загружает обновления двух чёрных списков (один для фишинг-сайтов и один для сайтов, содержащих вредоносное ПО) и предупреждает пользователя, когда тот пытается посетить вредоносный сайт.
В Chrome используется многопроцессная архитектура, и каждой вкладке или плагину, в большинстве случаев, соответствует отдельный процесс: процессу вкладки даётся наименьшее число привилегий, процесс может совершать вычисления, но не может производить чтение или запись. Образно выражаясь, вкладка находится в песочнице. Эта процедура, называемая изоляцией процессов, исключает вмешательство вкладок в содержимое друг друга, что приводит к невозможности кражи данных с вкладки злоумышленником. Также, в случае зависания процесса обработки содержимого вкладки его можно будет завершить без риска потери данных других вкладок и не помешает работе всего браузера — будет достаточно закрыть только данную вкладку.
Как правило, плагины (наиболее популярный — Adobe Flash Player), не являются частью браузера и не могут быть встроены в песочницу. Таким образом безопасное исполнение кода страниц сводится на нет плагинами, от которых ОС не имеет дополнительной защиты. Для решения этой проблемы были предприняты некоторые меры:
- 30 марта 2010 года Google объявила, что вскоре Adobe Flash будет встроен в браузер, что избавляет пользователя от необходимости загружать и устанавливать его. Обновляться Flash Player будет также автоматически[45].
- Начиная с версии 5.0.375.86 Adobe Flash Player был интегрирован[46].
- Начиная с версии 42 в Google Chrome прекращена поддержка плагинов в формате NPAPI в пользу нового формата Pepper API (PPAPI)[47], специально разработанного для запуска плагинов в виде изолированного процесса (песочница). Таким образом, начиная с этой версии, уязвимости в коде плагинов не являются достаточными для проникновения в систему вредоносного кода.
- Летом 2022 года объявлено о решении запретить использовать в учебных заведениях Нидерландов браузер Google Chrome с августа 2023 года из-за опасении по поводу сохранности конфиденциальных данных[48].

В 2020 году Google объявила о планах прекращения поддержки сторонних cookie-файлов в течение двух лет, но сроки отказа несколько раз сдвигались. С января 2024 года Google начала блокировку сторонних cookie в браузере, первоначально затронув только 1 % пользователей.

### Рекламный фильтр
В 2018 году компания Google во взаимодействии с организацией Coalition for Better Ads в своем браузере Chrome начала фильтровать рекламу на сайтах в Северной Америке и Европе. Под блокировку попадали наиболее агрессивные и навязчивые способы подачи материала — всплывающие окна, видеоролики со звуком, предупреждения с обратным отсчетом и т. д. Систематизированный список состоит из 12 позиций и размещен на сайте коалиции. С 9 июля 2019 года данная функция заработала во всех странах мира.

### Скорость
Google Chrome использует высокопроизводительный движок обработки JavaScript V8. Также для ускорения загрузки страниц Google Chrome может использовать упреждающее чтение DNS.

### Интерфейс
По умолчанию интерфейс Google Chrome включает кнопки: назад, вперед, обновить/остановить загрузку, добавить текущую страницу в закладки. Кнопка перехода на главную страницу может быть включена.
Панель вкладок является основным компонентом интерфейса и находится в верхней части окна, а не под строкой адреса. Это изменение выглядит достаточно контрастно по сравнению со многими другими браузерами. Вкладка легким перетаскиванием на свободное место может быть перенесена в отдельное окно (возможен также и обратный вариант). Каждая вкладка имеет свой собственный набор элементов, в том числе Omnibox (поле, совмещающее в себе адресную строку и строку поиска).
Одной из отличительных черт Chrome является страница быстрого доступа, которая может заменять домашнюю страницу и открывается при создании новой вкладки. На странице быстрого доступа содержится 8 наиболее посещаемых веб-сайтов (отображаются в виде маленьких снимков веб-страниц), недавно закрытые вкладки, советы по использованию Chrome и синхронизация закладок. По желанию пользователь может изменить внешний вид страницы, добавив или удалив одну из опций.
Chrome позволяет пользователю создавать локальные ярлыки на приложения (а именно — их страницы). При запуске такого ярлыка страница, на которую он ведет, открывается в Chrome, но без элементов интерфейса (за исключением заголовка окна).
Поиск на боковой панели: при выделении предложении или слова с просматриваемой им страницы откроется боковая панель, на которой будут отражены результаты поиска (там будут показаны ссылки, изображения, фотографии и другой найденный контент, в том числе видеоролики), за счет этого заметно ускоряется процесс нахождения нужной информации в Сети. Данная функция появилась в середине сентября 2022 года.

### Значение названия
Один из вариантов понимания значения слова «Chrome» предлагает «Новый словарь хакера» (цитата по изданию: Новый словарь хакера: Пер. с англ./Под редакцией Э. С. Рэймонда. — М.: ЦентрКом, 1996), значение слова определяется как (стр.139):

chrome (хром) [из автомобилестроения], сущ. Дополнительные особенности, вставленные в программу для большей эффектности и привлекательности c точки зрения потенциального покупателя, но ничего не добавляющие в функциональность программы. «Трехмерные иконки в нашей программе, конечно, относятся к разряду хрома, но это чертовски симпатичный хром!». Обычно выражает презрительное отношение к подобным украшениям. Не путать с «колокольчиками и свисточками» (bells and whistles), которые вставляются разработчиком в программу для удовлетворения собственных амбиций.

См. также статью chrome на языке оригинала в самом Jargon File.

### Расширения
Начиная с версии 4.0, Google Chrome имеет поддержку браузерных расширений, созданных по технологии WebExtensions и позволяющих расширить функциональность браузера. Расширения устанавливаются из Интернет-магазина Chrome, созданного компанией Google для предоставления пользователям и разработчикам (третьим лицам) возможности устанавливать и выкладывать расширения, темы и веб-приложения для браузера Google Chrome и операционной системы Google Chrome OS. На момент официального открытия интернет-магазина (25 января 2010 года), в нём находилось 1500 расширений.
В декабре 2020 года с бета-версии Chrome 88 Google включила Manifest V3 на замену Manifest V2 (вышедшим в 2012 году), позволив разработчикам расширений протестировать изменения, затрагивающие блокировку рекламы, производительность и конфиденциальность пользователей. Однако, сразу после выхода данное решение получило критику от ряда разработчиков расширений, поскольку он ограничивает расширениям доступ к содержимому веб-страниц. Американская некоммерческая правозащитная организация «Фонд электронных рубежей» призвала пользователей Google Chrome настороженно отнестись к Manifest V3, назвав его «грубым инструментом, который мало что делает для повышения безопасности, но при этом сильно ограничивает будущие инновации», поскольку тот может навредить конфиденциальности пользователей и производительности браузера. Изначально, прекращение поддержки Manifest V2 планировалось на январь 2023 года (или на июнь 2023 года для корпоративных пользователей), однако 28 сентября 2022 года было объявлено о сдвиге крайнего срока прекращения на 5 месяцев (с января 2023 года на июнь того же года), а в октябре 2022 года Google отложила это решение до января 2024 года. 29 марта 2023 года окончательный переход на Manifest V3 был отложен на неопределённый срок.

### Автоматический перевод веб-страниц
Функция перевода страниц стала доступна начиная с версии 4.1.249.1036 (от 17 марта 2010 года).
При посещении страниц, язык которых отличен от используемого в интерфейсе Google Chrome, в верхней части страницы автоматически появляется панель с предложением перевести веб-страницу.
Данная функция использует сервис Google Переводчика. Пользователь может выбрать язык и сайт, содержание которых в будущем переводить не требуется. Также пользователь может полностью отключить функцию перевода в настройках.

### Озвучивание текста веб-страниц
В конце августа 2023 года стало известно о тестировании функции преобразования текста веб-страниц в речь в предварительной сборке Chrome Canary.

### Каналы и процесс обновления
Изначально существовало 2 канала обновлений: Beta и Developers. 8 января 2009 года Google представил ещё один канал обновления: Stable. Это было сделано с целью того, чтобы пользователи быстрее получали более стабильные версии.
22 июля 2010 года Google объявил о повышении скорости обновления стабильных версий браузера — цикл их выхода сокращается до шести недель (вместо прежних трёх месяцев). В связи с этим запускается дополнительный, четвёртый, канал обновления — «Canary» («Канарейка», по аналогии с канарейками, используемыми шахтёрами для контроля опасных концентраций газов в угольных шахтах), на котором будут тестироваться изменения, связанные с риском. Данный канал будет схож с каналом Developers, однако в случае необходимости он будет получать дополнительные обновления, поэтому номера его версий будут превышать номера версий последнего. Отдельной особенностью Chrome Canary является его параллельная (независимая от какой-либо другой, уже установленной версии) установка в систему и, соответственно, независимые обновления. Первоначально доступен только для Windows-платформы.
Google Chrome автоматически обновляется при обнаружении новой версии браузера. Процесс обновления происходит в фоновом режиме и не требует от пользователя никаких действий. Если Google Chrome был открыт во время обновления, достаточно закрыть и открыть браузер для запуска новой версии.
Если обновление будет доступно в течение 2 дней, вместо стандартной иконки «Настройка и управление Google Chrome» будет отображаться стрелка вверх на зелёном фоне, 4 дней — на жёлтом, 7 дней — на красном. Достаточно нажать на иконку, выбрать «Обновить Google Chrome», и нажать Перезапустить.

### Инструменты для веб-мастеров
Веб-инспектор: Для запуска необходимо нажать правой кнопкой мыши на любом компоненте веб-страницы и выбрать «Просмотр кода элемента». Появится диалоговое окно, в котором указываются элементы и ресурсы, связанные с этим компонентом. Также имеется возможность, просмотреть иерархическое представление модели DOM и консоль JavaScript. (Чтобы открыть консоль JavaScript, нужно нажать среднюю кнопку в нижней части. В ОС Windows, также можно открыть меню Страница > Разработчикам > Консоль JavaScript.)
Диспетчер задач: Для запуска необходимо открыть меню «Страница» и выбрать «Разработчикам» (в ОС Windows). Выбрать «Диспетчер задач». Также можно воспользоваться быстрыми клавишами ⇧ Shift+Esc. В диспетчере задач показываются все процессы, запущенные в Google Chrome, и используемые этими процессами ресурсы (память, процессор, сеть).
Отладчик JavaScript: Для запуска необходимо: открыть меню «Страница» и выбрать «Разработчикам» (в ОС Windows). Выбрать «Отладка JavaScript». Откроется командная строка отладчика JavaScript, который можно использовать для отладки запущенных процессов.

### Служебные страницы браузера
Для запуска необходимо ввести любую из перечисленных ниже команд в адресной строке для просмотра дополнительной информации.
| Адреса                                                     | Значение |
| ---------------------------------------------------------- | --- |
| chrome://about                                             | Список служебных страниц |
| chrome://accessibility                                     | Доступность (?) |
| chrome://extensions                                        | Список установленных расширений |
| chrome://cache                                             | Показать содержимое кеша |
| chrome://crash (устаревшая, не используется) chrome://kill | Отображает страницу с сообщением о неполадке. В русифицированной версии Chrome сообщение начинается с текста «Опаньки…» (в старых версиях «Он мертв, Джим!», «Он улетел! Но он обещал вернуться…», «О нет, мы её потеряли!») |
| chrome://credits                                           | Разработки, применяемые в Chrome |
| chrome://settings/security?q=enhanced                      | Настройки безопасности |
| chrome://dino                                              | Игра в динозавра, появляющаяся при отсутствии подключения к Интернету |
| chrome://dns                                               | Показывает записи DNS |
| chrome://flags                                             | Разблокировать скрытые (экспериментальные) возможности |
| chrome://flash (недоступен)                                | Просмотр информации о Flash-плагине |
| chrome://histograms                                        | Графики различных статистических параметров |
| chrome://inducebrowsercrashforrealz                        | Вызвать сбой Google Chrome. Для просмотра разработчиками процессов, происходящих в системе при сбое |
| chrome://memory                                            | Показывает информацию об используемой приложением и вкладками памяти |
| chrome://shorthang                                         | Вызвать «зависание» вкладки. Для тестирования разработчиками защиты от зависания |
| chrome://net-internals                                     | Информация о соединениях |
| chrome://terms                                             | Условия предоставления услуг Google Chrome |
| chrome://version                                           | Номер версии и сборки. Аналог — about: |
| view-source:[URL]                                          | Просмотр исходного кода страницы |

### Альтернативные установщики
Основная версия установщика Google Chrome для Windows требует наличия соединения с Интернет, устанавливает браузер только как системное приложение и предельно ограничена в выборе параметров установки. Тем не менее, существуют также, хоть и не представлены на основной странице для скачивания, альтернативные версии установщика, позволяющие установить браузер без наличия подключения к интернет и/или как пользовательское приложение.

### Статистика использования
Chrome автоматически отправляет информацию об использовании браузера в Google. Часть механизмов сбора подобной информации может быть отключена пользователем, а часть — нет.
| Название                       | Отправляемая информация | Когда срабатывает?                                                                 | Отключается? |
| ------------------------------ | --- | ---------------------------------------------------------------------------------- | ------------ |
| Установка                      | Случайно сгенерированный знак, включенный в установочную программу. Используется для измерения доли удачных установок Google Chrome | При установке                                                                      | Нет          |
| RLZ-идентификатор              | Зашифрованная строка, по данным Google, содержащая не идентифицирующую пользователя информацию о том, как браузер был скачан и о первой неделе его использования. Используется для определения эффективности рекламных кампаний. Google предоставляет исходный код для расшифровки этой строки | При поиске через Google; При первом запуске и первом использовании адресной строки | Частично     |
| ID клиента                     | Уникальный идентификатор, а также данные об использовании и сбоях программы. Управляется настройкой «Помочь улучшить Google Chrome, автоматически отправляя в Google статистику использования и отчеты о сбоях». По умолчанию отключено                                                        | Неизвестно                                                                         | Частично     |
| Подсказка                      | Текст, введённый в адресной строке | Во время набора                                                                    | Частично     |
| Страница не найдена            | Текст, введённый в адресной строке | При сообщении «Сервер не найден»                                                   | Частично     |
| Сборщик ошибок                 | Подробности о сбоях | Неизвестно                                                                         | Частично     |
| Исправление орфографии         | Все тексты, вводимые на страницах. По умолчанию отключено | Во время набора, либо при правом клике на ошибке                                   | Частично     |
| Google Update (Windows)        | Как часто используется Chrome, информация об операционной системе и версия Chrome | Неизвестно                                                                         | Нет          |
| Google Software Update (macOS) | Как часто используется Chrome, информация об операционной системе и версия Chrome | Неизвестно                                                                         | Нет          |

В марте 2010 года Google ввела новый способ сбора статистики об установках. Уникальный идентификатор, включенный в Chrome, теперь используется лишь при первом подключении Google Update к серверу компании. После получения ответа от сервера идентификатор удаляется.

### T-Rex
Когда нет соединения с интернетом, то пользователь видит 8-битного динозавра. Если нажать пробел на клавиатуре, щелкнуть мышью или нажать на мобильном устройстве, то динозавр моментально прыгает и начинает бежать по полю среди кактусов и птеродактилей. Сама игра это бесконечный раннер, в ней нет лимита по времени или количеству очков.
Запустить игру можно также и при наличии соединения с интернетом. Для этого в адресной строке нужно ввести chrome://network-error/-106 или chrome://dino.

### Лицензии
Браузер распространяется на условиях собственнической лицензии.
Подавляющая часть кода браузера открыта в виде проекта Chromium под лицензией типа BSD и другими.
Примерно до 9 сентября 2008 года пользовательское соглашение содержало абзац, дававший Google безотзывную неисключительную лицензию на безвозмездное использование, создание производных работ, распространение и публикацию в рекламных целях всей передаваемой через браузер информации. Подобные абзацы также были, например, в соглашениях ICQ и Facebook, а в данном случае оно взято из «Условий оказания Услуг Google». После критики в блогах и на Slashdot данный абзац был убран из соглашения браузера.

## Реакция
Во время запуска бета-версии браузера осенью 2008 года пресса положительно восприняла браузер от Google. Издание TechCrunch отметило, что Google создала превосходный браузер. Обозреватель PCWorld Ник Медиати написал, что браузер удовлетворяет потребности обычного пользователя ПК, при этом предоставляет множество возможностей для продвинутого пользователя. Журналист издания TechHerald Стив Рэган заявил, что Google необходимо работать над улучшением браузера для конкуренции с Mozilla Firefox и Internet Explorer, несмотря на впечатляющую бета-версию. Журналист The Wall Street Journal Уолтер Моссберг написал, что Google удалось создать умный и инновационный браузер, позволяющий использовать Интернет быстрее и проще.

## Недостатки и критика
- Высказывались опасения, что широкое распространение Google Chrome и движка WebKit могут повлечь за собой повторную монополизацию рынка браузеров и плохую поддержку сайтами других браузеров[93][94][95].

## Награды
- Издание PC Magazine присвоило браузеру Google Chrome 15 награду «Выбор редакторов»[96].
- Это же издание присвоило браузеру Google Chrome 14 награду «Лучший продукт 2011 года» в номинации «Лучший веб-браузер»[97].
- Издание Tom’s Hardware впервые в своей истории присвоило награду «Лучшее Tom’s Hardware» программному продукту, а именно браузеру Chrome, а также добавило «I гран-при» среди браузеров[98].
- Это же издание присвоило браузеру награду «II гран-при» среди браузеров на платформе GNU/Linux[99], «V гран-при»[100], «VI гран-при» среди браузеров на платформе Windows[101].